# 内西·达霍梅斯
内西·帕特丽夏·巴雷拉·达霍梅斯（西班牙語：Neisi Patricia Barrera Dájomes，1998年5月12日—），厄瓜多尔女子举重运动员，2015年泛美运动会女子69公斤级银牌得主、2019年泛美运动会女子76公斤级金牌得主、2020年夏季奥运会女子76公斤级金牌得主。